# 갈매동
갈매동(葛梅洞)은 대한민국 경기도 구리시 북쪽에 있는 동이다.

## 역사
양주군 노원면 담터(장기리, 墻基里)와 양주군 구지면 사노리(四老里)를 합쳐 1914년 행정구역 개편시 구리면 갈매리라 하였고, 1986년 구리읍이 시로 승격되면서 갈매동이 되었다. 1973년 7월 1일 갈매출장소가 설치되었다. 갈매의 어원은 마을 주위의 산의 모습이 칡과 매화와 같다하여 붙은 이름이라는 설과, 풍수지리적으로 목마른 말이 화접리에 있는 샘말의 물을 먹는 형국이라 하여 '갈마음수형(葛馬飮水形)’의 이름에서 따왔다는 두가지 가설이 존재한다. 최근 개통한 경춘북로(구 47번국도)를 중심으로 북쪽으로는 별내동 남쪽으로는 검암산과 구릉산을 배경으로 동구릉과 인접한 녹지가 풍부한 지역이다.

## 법정동
- 갈매동

## 교육
- 갈매도서관
- 갈매초등학교
- 산마루초등학교
- 갈매중학교
- 갈매고등학교

## 문화
- 갈매동 도당굿 (경기도무형문화재 제15호, 1995. 8월 지정)

## 시설물
- 갈매우체국(갈매동 번화가와 거리가 있음)
- 국민건강보험공단 구리지사

## 보금자리 사업
- 현재 갈매마을 보금자리 사업을 한국토지주택공사가 진행 중이다.